# ساوین بور
ساوین بور (به لاتین: Savin Bor) یک منطقهٔ مسکونی در مونته‌نگرو است که در شهرداری پتنیکا واقع شده‌است. ساوین بور ۲۵۵ نفر جمعیت دارد.